# Пети, Габриэль
Габриэль Пети (20 февраля 1893, Турне — 1 апреля 1916, Шаарбек) — бельгийская медсестра, ставшая шпионкой во время Первой мировой войны и расстрелянная немцами. В современной Бельгии почитается как национальная героиня.
Ей был 21 год, когда в 1914 году немецкие войска внезапно вторглись в Бельгию. В связи с началом войны она отложила своё замужество. Её возлюбленный Морис Гобер был мобилизован в пехоту, сама же она пошла служить медсестрой. Гобер был ранен во время первого боя, взят в плен, но быстро бежал. Некоторое время он скрывался на родине, большая часть которой была к тому времени оккупирована противником. Оправившись от раны, он решил вернуться в состав бельгийской армии, укрепившейся за рекой Изер. Для этого он отправился сначала в нейтральные Нидерланды, оттуда в Англию и в итоге прибыл в северную Францию. Во время этой поездки Габриэль сопровождала и поддерживала его.
На земле союзников, пройдя краткое обучение шпионажу, она согласилась принять предложенное ей разведывательное задание. Вернувшись в Брюссель в конце июля 1915 года, она собрала и направила в штаб союзников информацию о позициях и перемещениях сил противника в секторах Мобеже и Лилля.
В это же время она впервые оказалась под подозрением германских спецслужб. Была арестована, допрошена и — в связи с отсутствием доказательств — освобождена. Приняв вымышленное имя «мадемуазель Легранд», продолжила свою миссию, пока не была снова арестована в январе 1916 года. 3 марта германский военный суд приговорил её к смерти. Она была расстреляна 1 апреля в национальном стрельбище в Брюсселе. Перед казнью прокричала: «Да здравствует король! Да здравствует…», но не успела закончить речь. На момент казни ей было 23 года.
В её честь служится молебен в соборе святых Мишеля и Гудулы в Брюсселе. После войны была найдена могила Габриэли Пети. В государственных похоронах, состоявшихся в мае 1919 года, приняла участие королева Елизавета Баварская (1876—1965), которая положила крест ордена Леопольда на гроб в момент общего внимания.

## Память
Статуя в память о юной героине была установлена на площади Сен-Жан в Брюсселе. Другой памятник в её честь установлен в её родном городе Турне. В честь Габриэли Пети названы также улица в Моленбек-Сен-Жан и площадь в Турне, улица в Руверуа, муниципалитет Эстинн.